# 鎌田和樹
鎌田 和樹（かまだ かずき、1983年〈昭和58年〉12月3日 - ）は日本の実業家。

## 来歴
1983年（昭和58年）、埼玉県で生まれる。東京都立竹早高等学校を卒業後、2年で大学を中退し、2003年（平成15年）に光通信に入社。総務に4年務め、その時の功績が認められて2011年（平成23年）からイー・モバイル一次代理店会社の代表取締役を任される。
イー・モバイル代理店時代の社員表彰式でYouTuberであるHIKAKINを呼び盛り上がったことで、感じていたYouTuberへの可能性が、確信に変わる。実業家の孫泰蔵との出会いもあって、2013年（平成25年）6月にUUUMの前身となるONSALEという会社を設立して独立した。
起業当初は委託された商品をYouTuberに紹介させて収益を得ていたが、YouTuber個々人を一人のタレントとみなしてマネジメントを行う方が将来性があると考え、軸足を移した。
2022年6月1日付でUUUM代表取締役会長に就任した。